# Фредеріксбергський суд
Будинок суду Фредеріксберга (дан. Frederiksberg Domhus) — будівля суду у Фредеріксберзі, незалежному муніципалітеті Копенгагена, Данія. Будівля була завершена у 1921 році за проєктом Хака Кампманна як частина більшого комплексу на вулиці Говітцвей, який також включав нову пожежну станцію та поліцейську дільницю. Остання з'єднана короткими колонадами з будівлею суду і церквою Сольб'ерг.
І будівля суду, і поліцейська дільниця, а також внутрішній дворик, розташований у задній частині комплексу, були внесені до списку пам'яток архітектури у 1997 році. Наразі (до кінця 2012 року) ведеться будівництво розширення внутрішнього двору за проєктом бюро 3XN.

## Історія
Спочатку проєкт включав лише пожежну частину та поліцейську станцію. Їх було вирішено побудувати поруч із церквою Сольб'єрг, будівництво якої було завершено в 1908 році на території, де раніше розташовувалася лікарня Фредеріксберг. У 1914 році професор Хак Кампманн виграв проєктний конкурс, і будівництво поліцейської дільниці було завершено в 1919 році. Коли реформа юрисдикційної системи викликала потребу в будівлі суду у Фредеріксберзі, було вирішено побудувати її поруч з двома іншими будівлями, і Кампманну було доручено розробити її проєкт. Будівництво почалося в 1919 році, а після смерті Кампманна будівництво завершив Кай Готтлоб. Відкриття відбулося 22 жовтня 1921 року.

## Архітектура
Будівля суду Кампмана спроєктована в неокласичному стилі під впливом Карла Петерсена, який породив новий інтерес до архітектури Крістіана Фредеріксена.
Це двоповерхова прямокутна будівля, що оточує подвір'я зі скульптурою Юстиції роботи Ейнара Утзон-Франка. Будівля побудована з червоної цегли, а цоколь, домінуючий карниз під дахом і обрамлення навколо вікон — з вапняку Факсе. Водостічні труби та деталі на карнизі та на вікнах мідні. Вікна пофарбовані в білий колір з боку вулиці та в чорний з боку внутрішнього двору. Дах вальмовий, звернений до вулиці, з низьким мансардним поверхом до внутрішнього двору.
План симетричний і однаковий на обох поверхах, які з'єднані круглими сходами. З'єднувальні коридори виходять на внутрішній двір, а офіси — на вулицю. Зали судових засідань розташовані у південному крилі. Є чотири зали судових засідань, розташовані одна навпроти одної, по дві на кожному поверсі. Дві зали судових засідань на першому поверсі, які спочатку використовувалися для розгляду кримінальних справ, з'єднані з відділенням поліції підземним переходом. Всі чотири зали суду мають напівкруглі рельєфи роботи Уцона-Франка. Менші рельєфи, створені двома студентами Королівської академії мистецтв, знаходяться над дверима в коридорі на обох поверхах.

## Поліцейська дільниця
Поліцейська дільниця — високий вузький флігель; розташований ліворуч від будівлі суду і з'єднаний з ним короткою колонадою. Ще одна коротка колонада з'єднує його з церквою Солб'єрг на протилежному боці. Кладка фасадів прикрашена виноградною лозою, а на вулицю виходить характерний фронтон. Короткі сходи ведуть до входу, прикрашеного портиком.

## Внутрішнє подвір'я
Другий вхід у внутрішній двір, призначений для співробітників, розташований з тильного боку будівлі, якщо дивитися з боку вулиці Говітцвей. Вхід до нього здійснюється через ворота у з'єднувальному переході між будівлею суду і поліцейською дільницею, відкриваючи доступ до простору внутрішнього двору, який також було спроєктовано Кампманном. Його доріжки хвилястий візерунок різної амплітуди залежно від розташування на площі. Дизайн разюче нагадує знамениті роботи Роберто Бурле Маркса в Ріо-де-Жанейро тридцять років потому (порівняйте тут). У центрі площі розташований овальний газон із басейном. Бронзову скульптуру в басейні, створену Крістіаном Паулі Максом Андерсеном, що зображає Геракла, Вбивця змій, додали 1930 року.

## Розширення
Наразі будівля перебуває на стадії розширення за проєктом 3XN.

## Галерея

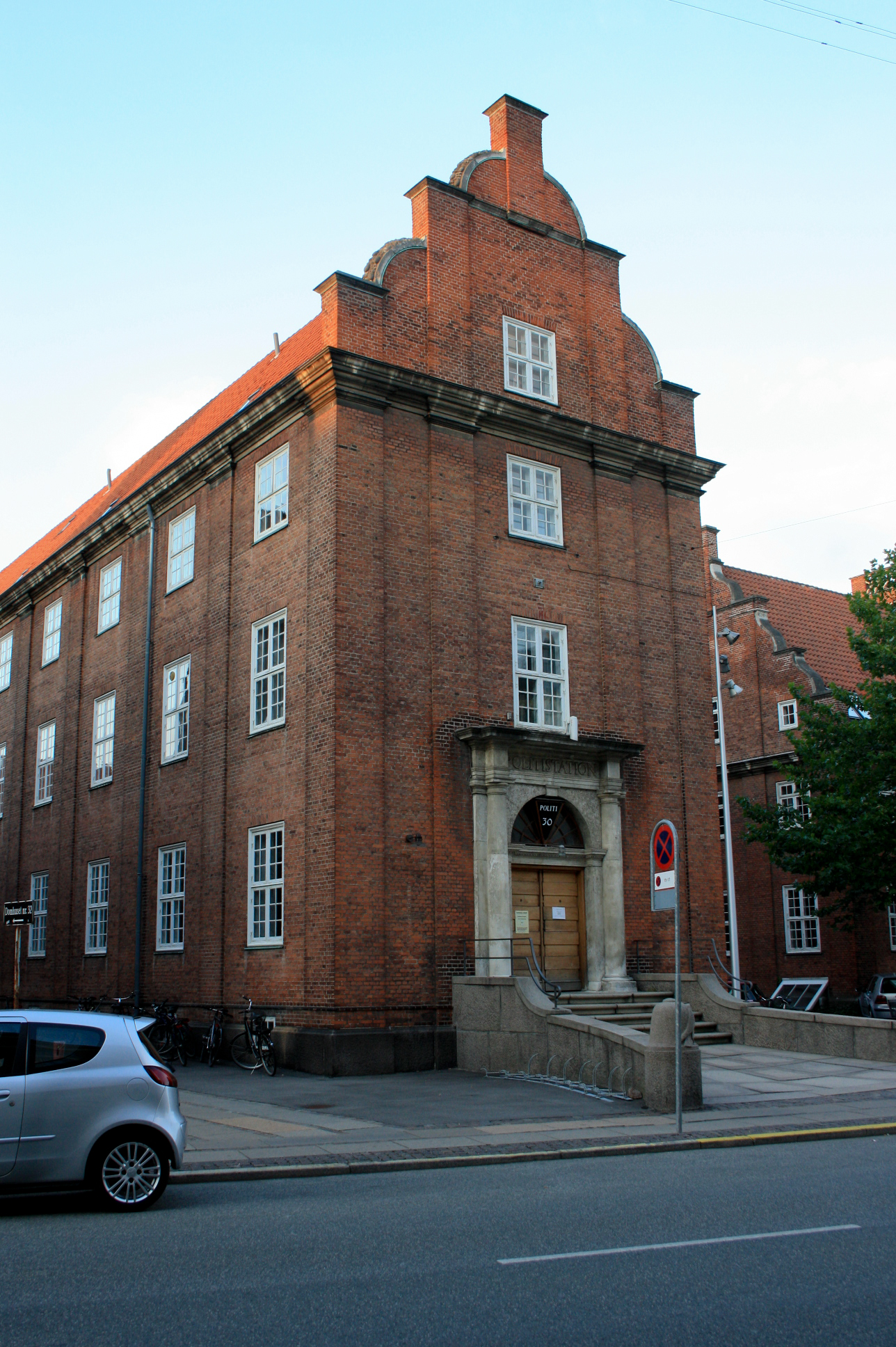
Поліцейська дільниця
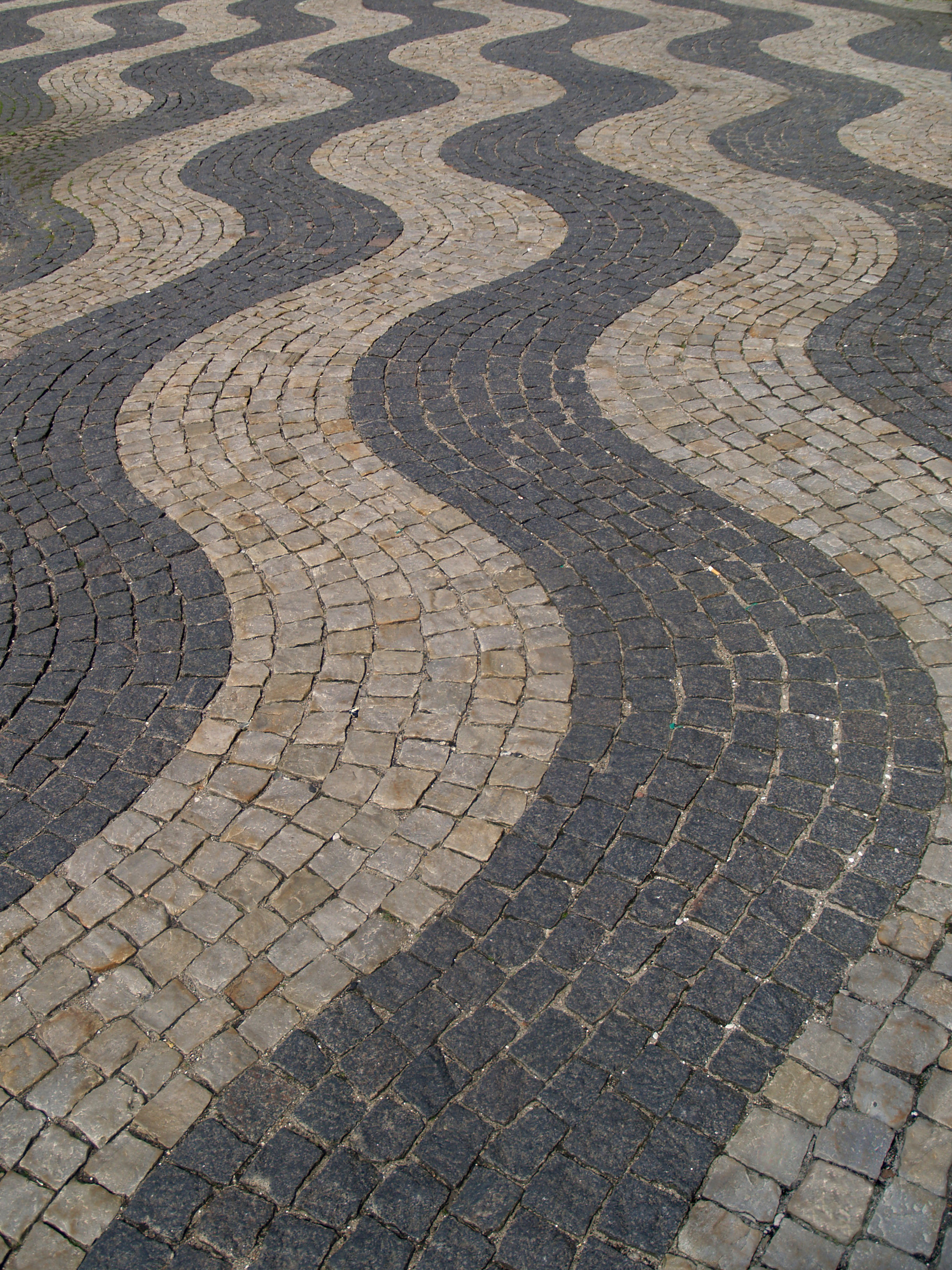
Бруківка на площі